# Diceros bicornis minor
Il rinoceronte nero centro-meridionale (Diceros bicornis minor, (Drummond, 1876)) è una sottospecie di rinoceronte nero. Nonostante sia la sottospecie di rinoceronte nero più numerosa viene ancora classificato come criticamente minacciato dalla lista rossa IUCN. Come altre sottospecie di rinoceronte nero possiede un labbro prensile e vive nelle savane.

## Areale
Un tempo era diffuso dalla Tanzania occidentale e meridionale, attraverso Zambia, Zimbabwe e Mozambico, fino alle regioni settentrionali ed orientali del Sudafrica. Viveva probabilmente anche nella Repubblica Democratica del Congo meridionale, nell'Angola settentrionale e nel Botswana orientale. 
 
Oggi la sua roccaforte sono il Sudafrica e lo Zimbabwe, ma ne rimane qualche esemplare anche nella Tanzania meridionale. Il rinoceronte nero centro-meridionale recentemente è stato reintrodotto in piccoli numeri, in Botswana, Swaziland, Malawi e Zambia.

## Popolazione e minacce
Nel 1980 la popolazione di rinoceronte nero centro-meridionale era di 9090 esemplari, ma a causa dell'aumento del bracconaggio per il suo corno il suo numero è sceso fino ai 1300 esemplari del 1995. 
Nel 2001 la popolazione era di 1651 individui. Negli ultimi 50 anni la popolazione di questa sottospecie ha avuto un declino del 90%. La minaccia principale nei confronti di questa sottospecie è soprattutto il bracconaggio, che in anni recenti è diminuito.